# Suzuki World Rally Team
Il Suzuki World Rally Team, noto anche come Suzuki WRC Challenge quando era impegnata nel World Rally Championship, è una scuderia automobilistica che fa parte della divisione Suzuki Sport attiva dal 2002. 
Il team ha debuttato ufficialmente in campo internazionale per la prima volta al Tour de Corse 2007 in Francia, come prova del campionato mondiale rally 2007. Dopo una sola stagione completata nel 2008, in cui la squadra arrivò quinta nel campionato costruttori, Suzuki annunciò il ritiro dal WRC. La decisione è stata attribuita al calo delle vendite di autoveicoli causato dalla crisi economica, anche se sono emerse notizie secondo cui Suzuki era pronta ad abbandonare il programma WRC ancor prima che la crisi economica iniziasse.

## Storia

### JWRC (2002-2007)

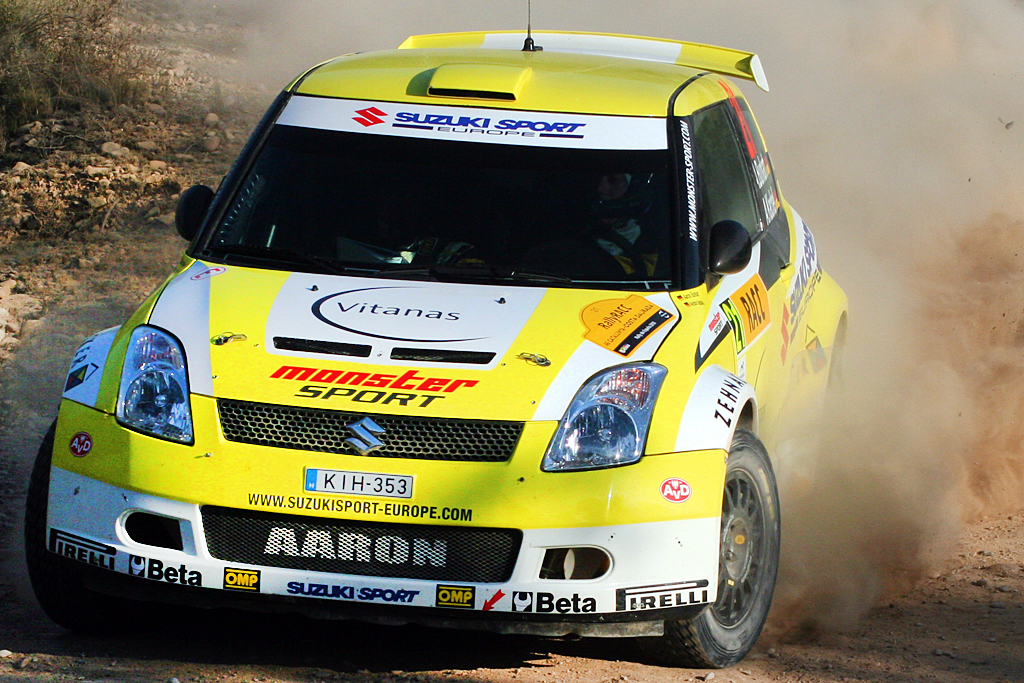
Suzuki Swift S1600

Nel 2002 la Suzuki ha iniziato a gareggiare nel Campionato Mondiale Junior Rally FIA con una Suzuki Ignis S1600. L'anno successivo vinse due eventi con Daniel Carlsson e nel 2004 vinse il titolo del Campionato Mondiale Junior FIA con Per-Gunnar Andersson. Per acquisire esperienza nel 2005 ha introdotto un nuovo modello, la Swift S1600. Il pilota britannico Guy Wilks ha finito il secondo posto nel campionato di quell'anno. Nel 2007 il team ha avuto il suo miglior anno di sempre nella J-WRC. Andersson ha vinto il titolo per la seconda volta, mentre Urmo Aava è arrivato secondo in classifica con la Swift S1600.

### 2007
I test della vettura Suzuki SX4 WRC sono stati condotti in Giappone nel febbraio 2007, prima di trasferirsi in Europa a marzo per effettuare test sulla ghiaia nel sud della Francia in aprile.

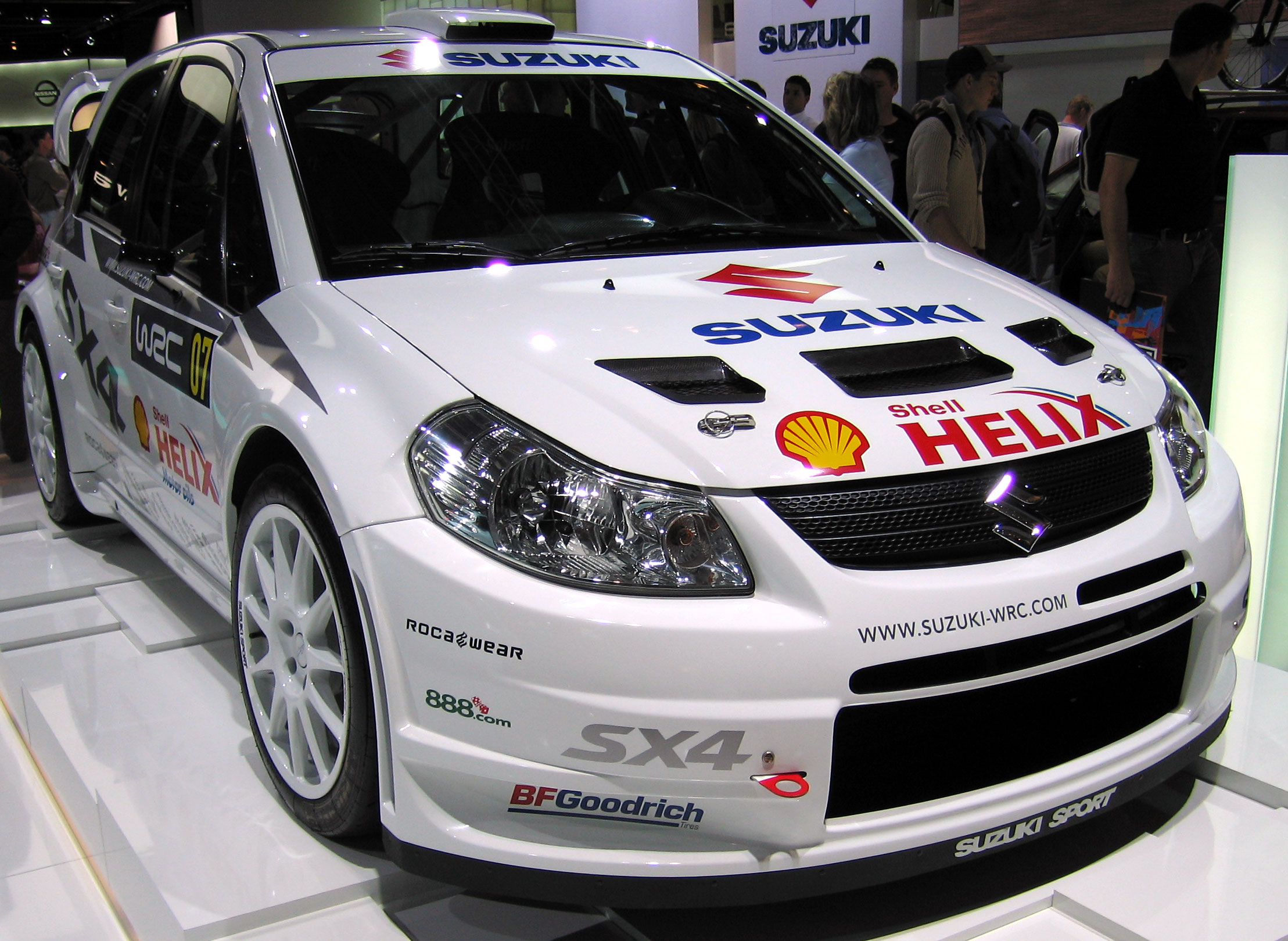
Suzuki SX4 WRC

La Suzuki SX4 WRC ha debuttato in Corsica, al Tour de Corse 2007, guidata da Nicolas Bernardi e dal co-pilota Jean-Marc Fortin. Il team ha anche partecipato al Rally GB del 2007 con il pilota Sebastian Lindholm e il co-pilota Tomi Tuominen.

### 2008

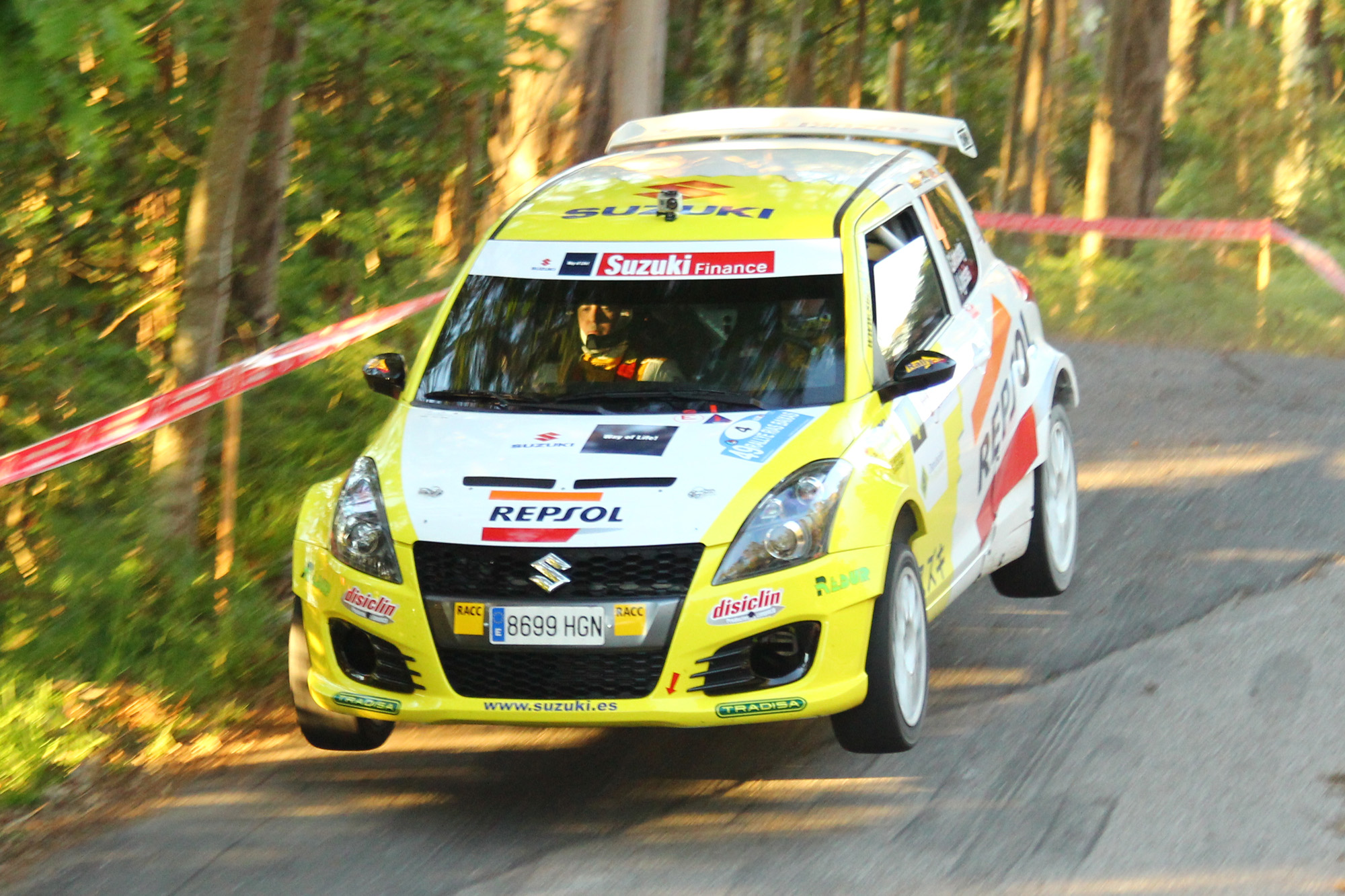
Suzuki Swift Sport 1600 R1 del 2016

I piloti per la stagione 2008 sono stati annunciati il 17 dicembre quali essere Toni Gardemeister e Per-Gunnar Andersson. Il direttore tecnico Michel Nandan è stato sostituito da Shusuke Inagaki e Akira Kawada è stato nominato come team manager.
Suzuki ha segnato il suo debutto con Andersson finendo ottavo nel rally di Monte Carlo Rally, con la Suzuki che ha ottenuto due punti nella corsa al titolo costruttori. Nel Rally svedese del 2008, Gardemeister ha chiuso al settimo posto, guadagnandosi tre punti sugli altri costruttori. Entrambe queste prime gare sono state segnate da problemi al motore a causa di guarnizioni difettose, con Gardemeister ritirato dal Rally di Monte Carlo e Andersson ritirato dal Rally svedese, prima che entrambe le auto si ritirassero dal Rally del Messico.
Dopo aver lottato con problemi di affidabilità per diversi rally, Suzuki ha ottenuto il suo miglior risultato in Nuova Zelanda, con Andersson che ha chiuso sesto e Gardemeister settimo. Al loro evento in casa, il Rally del Giappone del 2008, la squadra ha fatto ancora meglio e ha ottenuto il quinto e il sesto posto. Andersson ha ottenuto al Rally GB un quinto posto, mentre Gardemeister ha chiuso settimo davanti alla Ford di Mikko Hirvonen.Subito dopo il Rally di Gran Bretagna 2008 la Suzuki annuncia il ritiro con effetto immediato dal campionato.

### 2018
Nel 2018 è stata presentata la Swift RS impiegata nel campionato rally italiano nella categoria R1, sostituendo la vecchia generazione di Swift Sport R1.